# RWG Mömbris-Königshofen
Die RWG Mömbris-Königshofen (vollständiger Name Ringerwettkampfgemeinschaft Mömbris-Königshofen) ist ein deutscher Ringerverein, dessen Mitglieder auch Kahlgrund-Ringer oder "Kahlgrund Fighters" genannt werden.

## Geschichte
Die RWG wurde 1978 aus den Vereinen KSC Mömbris und SV Königshofen gegründet. Schon 1983 stieg die Mannschaft in die 1. Bundesliga auf. Nach der ersten Saison folgte jedoch der Abstieg in die 2. Bundesliga.
1985 erfolgte erneut der Aufstieg in die 1. Bundesliga und schon 1989 gab es den ersten Einzug in die Endrunde um die deutsche Meisterschaft. 1991 und 1994 wurde die RWG jeweils Vizemeister. 2001 und 2003 zog die Mannschaft ins Viertelfinale ein. Im Jahre 2006 wurde gegen Weingarten das Halbfinale erreicht, das jedoch gegen Luckenwalde verloren ging. Auch in den Jahren 2007 bis 2010 wurde die Endrunde erreicht. 2008 erreichte die RWG wieder das Halbfinale. Hier war der spätere Meister Köllerbach die Endstation. 2009 wurde die RWG Marketing- und Sportförderungs-GmbH gegründet, um den Betrieb in der 1. Ringerbundesliga mit Marketingmaßnahmen und Verkaufsveranstaltungen zu fördern.
2015 schloss man die Bundesligarunde auf Platz drei der Nord-Gruppe ab und wurde in der anschließenden Endrunde Vierter in der Gruppe A.
2016 zog sich die 1. Mannschaft nach 30 Jahren Zugehörigkeit freiwillig aus der 1. Bundesliga zurück. Aufgrund der finanziellen und personellen Situation entschied man sich, das Aufstiegsrecht nicht wahrzunehmen, da durch den Zusammenschluss der Bundesliga Süd mit der Bundesliga Nord unklare Erfolgsaussichten für die junge Mannschaft herrschten. Im ersten Jahr des Neustarts wurde die RWG Meister der Oberliga Hessen, entschied sich allerdings gegen einen Aufstieg. Noch vor der Oberliga-Saison 2023 zog die Vereinsführung die Mannschaft aufgrund personeller Probleme aus der Liga zurück. Nach dem Neustart im Jahr 2024, konnte sofort die Meisterschaft in der Verbandsliga Hessen gefeiert werden.

## Erfolge
- 1979: Meister 2. Bundesliga
- 1980: Meister 2. Bundesliga
- 1983: Meister 2. Bundesliga; Aufstieg in die 1. Bundesliga (Aufstiegskampf gegen Elgershausen gewonnen)
- 1985: Meister 2. Bundesliga; Wiederaufstieg in die 1. Bundesliga (Aufstiegskampf gegen Elgershausen gewonnen)
- 1989: Erstmaliges Erreichen der DM-Endrunde
- 1991: Gewinn der Deutschen Vizemannschaftsmeisterschaft
- 1994: Gewinn der Deutschen Vizemannschaftsmeisterschaft
- 2010: Gewinn der Deutschen Vizemannschaftsmeisterschaft; die 2. Mannschaft wird Meister in der 2. Bundesliga
- 2011: Die 2. Mannschaft wird erneut Meister der 2. Bundesliga
- 2016: Meister Oberliga Hessen